# Alfons Dorfner
Alfons Dorfner, född 27 januari 1911 i Lembach am Mühlkreis, död 22 januari 1982 i Linz, var en österrikisk kanotist.
Dorfner blev olympisk guldmedaljör i K-2 1000 meter vid sommarspelen 1936 i Berlin.